# Патрісіо Руді
Патрісіо Руді (ісп. Patricio Rudi; нар. 16 грудня 1977) — колишній аргентинський тенісист.
Найвищу одиночну позицію світового рейтингу — 367 місце досяг 19 лютого 2001, парну — 212 місце — 22 квітня 2002 року.
Здобув 1 парний титул.

## Фінали ATP Челленджер і ITF Ф'ючерс

### Одиночний розряд: 3 (3–0)
| Легенда              |
| -------------------- |
| ATP Челленджер (0–0) |
| ITF Ф'ючерс (3–0)    |

| Фінали за покриттям |
| ------------------- |
| Тверде (0–0)        |
| Ґрунт (3–0)         |
| Трава (0–0)         |
| Килим (0–0)         |

| Результат | В-П | Дата     | Турнір                              | Рівень  | Покриття | Суперник          | Рахунок                 |
| --------- | --- | -------- | ----------------------------------- | ------- | -------- | ----------------- | ----------------------- |
| Перемога  | 1–0 | Жов 2000 | Болівія F3, Санта-Крус-де-ла-Сьєрра | Ф'ючерс | Ґрунт    | Патрісіо Аркес    | 6–1, 6–7(5–7), 7–6(7–3) |
| Перемога  | 2–0 | Гру 2000 | Чилі F9, Сантьяго                   | Ф'ючерс | Ґрунт    | Хуліо Перальта    | 3–6, 7–6(7–2), 6–0      |
| Перемога  | 3–0 | Лис 2002 | Уругвай F2, Монтевідео              | Ф'ючерс | Ґрунт    | Антоніо Пасторіно | 7–5, 6–2                |

### Парний розряд: 27 (18–9)
| Легенда              |
| -------------------- |
| ATP Челленджер (1–2) |
| ITF Ф'ючерс (17–7)   |

| Фінали за покриттям |
| ------------------- |
| Тверде (0–1)        |
| Ґрунт (18–8)        |
| Трава (0–0)         |
| Килим (0–0)         |

| Результат | В-П  | Дата     | Турнір                              | Рівень     | Покриття | Партнер                    | Суперники                                  | Рахунок            |
| --------- | ---- | -------- | ----------------------------------- | ---------- | -------- | -------------------------- | ------------------------------------------ | ------------------ |
| Перемога  | 1–0  | Жов 1999 | Парагвай F1, Асунсьйон              | Ф'ючерс    | Ґрунт    | Ґуставо Маркассіо          | Едгардо Масса Ігнасіо Гонсалес-Кінг        | 6–3, 6–1           |
| Перемога  | 2–0  | Тра 2000 | Аргентина F6, Місьйонес (провінція) | Ф'ючерс    | Ґрунт    | Леонардо Ольгін            | Себастьян Гутьєррес Себастьян Уріарте      | 6–2, 6–4           |
| Поразка   | 2–1  | Сер 2000 | Аргентина F9, Буенос-Айрес          | Ф'ючерс    | Ґрунт    | Лусіано Вітулло            | Мартін Стрінгарі Томас Тенконі             | 2–4, 4–5(2), 1–4   |
| Перемога  | 3–1  | Сер 2000 | Аргентина F10, Буенос-Айрес         | Ф'ючерс    | Ґрунт    | Ґуставо Маркассіо          | Дієґо Крістін Гільєрмо Каррі               | 3–6, 6–1, 6–1      |
| Перемога  | 4–1  | Вер 2000 | Перу F2, Ліма                       | Ф'ючерс    | Ґрунт    | Ґуставо Маркассіо          | Мігель Міранда Хуан-Феліпе Яньєс           | 7–6(7–3), 0–6, 6–0 |
| Перемога  | 5–1  | Жов 2000 | Болівія F2, Кочабамба               | Ф'ючерс    | Ґрунт    | Ґуставо Маркассіо          | Крістіан Вільяґран Родольфо Даруйч         | 6–1, 6–2           |
| Поразка   | 5–2  | Жов 2000 | Колумбія F1, Богота                 | Ф'ючерс    | Ґрунт    | Ґуставо Маркассіо          | Рубен Торрес Джованні Лапентті             | 5–7, 0–2 ret.      |
| Перемога  | 6–2  | Гру 2000 | Чилі F9, Сантьяго                   | Ф'ючерс    | Ґрунт    | Матіас О'Ніль              | Мартін Вассальйо Аргуельйо Дієґо Веронельї | 6–4, 1–0 ret.      |
| Поразка   | 6–3  | Бер 2001 | Аргентина F1, Мендоса               | Ф'ючерс    | Ґрунт    | Ігнасіо Гонсалес-Кінг      | Мартін Вассальйо Аргуельйо Дієґо Веронельї | 3–6, 3–6           |
| Поразка   | 6–4  | Кві 2001 | Бразилія F1, Ріо-де-Жанейро         | Ф'ючерс    | Ґрунт    | Ґуставо Маркассіо          | Енцо Артоні Хуан Пабло Гусман              | 6–4, 2–6, 1–6      |
| Перемога  | 7–4  | Тра 2001 | Аргентина F5, Кордова               | Ф'ючерс    | Ґрунт    | Маріано Дельфіно           | Ігнасіо Гонсалес-Кінг Дієго Гартфілд       | 7–6(7–5), 6–3      |
| Перемога  | 8–4  | Тра 2001 | Аргентина F6, Буенос-Айрес          | Ф'ючерс    | Ґрунт    | Мартін Вассальйо Аргуельйо | Мігель Міранда Хуан-Феліпе Яньєс           | 6–4, 6–4           |
| Поразка   | 8–5  | Сер 2001 | Бразиліа, Бразилія                  | Челленджер | Ґрунт    | Ґуставо Маркассіо          | Гастон Етліс Леонардо Ольгін               | 4–6, 4–6           |
| Перемога  | 9–5  | Жов 2001 | Бразилія F6, Порту-Алегрі           | Ф'ючерс    | Ґрунт    | Іван Міранда               | Дам'ян Фурманскі Крістіан Кордас           | 6–1, 6–4           |
| Перемога  | 10–5 | Жов 2001 | Колумбія F2, Богота                 | Ф'ючерс    | Ґрунт    | Ґуставо Маркассіо          | Дам'ян Фурманскі Рогір Вассен              | без гри            |
| Поразка   | 10–6 | Бер 2002 | Мексика F1, Четумаль                | Ф'ючерс    | Тверде   | Ґуставо Маркассіо          | Бруно Ечагарай Сантьяго Гонсалес           | 6–1, 1–6, 0–6      |
| Перемога  | 11–6 | Чер 2003 | Вайден, Німеччина                   | Челленджер | Ґрунт    | Маріано Дельфіно           | Дієго дель Ріо Томас Тенконі               | 6–2, 4–6, 7–6(8–6) |
| Перемога  | 12–6 | Вер 2003 | Аргентина F3, Буенос-Айрес          | Ф'ючерс    | Ґрунт    | Ґуставо Маркассіо          | Бріан Дабуль Карлос Берлок                 | 5–7, 6–4, 6–3      |
| Перемога  | 13–6 | Жов 2003 | Чилі F4, Сантьяго                   | Ф'ючерс    | Ґрунт    | Дієго Гартфілд             | Едгардо Масса Дієго Хункейра               | 6–2, 2–6, 7–6(7–4) |
| Перемога  | 14–6 | Лис 2003 | Уругвай F1, Монтевідео              | Ф'ючерс    | Ґрунт    | Ґуставо Маркассіо          | Дієго Гартфілд Себастьян Декуд             | 6–4, 6–4           |
| Поразка   | 14–7 | Чер 2004 | Вайден, Німеччина                   | Челленджер | Ґрунт    | Маріано Дельфіно           | Янко Типсаревич Ловро Зовко                | 4–6, 6–7(6–8)      |
| Перемога  | 15–7 | Сер 2004 | Чилі F1A, Сантьяго                  | Ф'ючерс    | Ґрунт    | Хуан-Мартін Арангурен      | Дієго Хункейра Родольфо Даруйч             | 1–6, 6–3, 6–3      |
| Перемога  | 16–7 | Сер 2004 | Чилі F1B, Сантьяго                  | Ф'ючерс    | Ґрунт    | Даміан Патріарка           | Мігель Міранда Ермес Гамональ              | 7–6(7–4), 7–5      |
| Поразка   | 16–8 | Лис 2004 | Чилі F3, Сантьяго                   | Ф'ючерс    | Ґрунт    | Хуан-Феліпе Яньєс          | Ліонель Новіскі Даміан Патріарка           | без гри            |
| Перемога  | 17–8 | Лис 2004 | Аргентина F7, Росаріо               | Ф'ючерс    | Ґрунт    | Еміліано Редонді           | Франсіско Кабельйо Максімо Гонсалес        | 3–6, 6–4, 7–6(7–2) |
| Поразка   | 17–9 | Кві 2005 | Чилі F1, Сантьяго                   | Ф'ючерс    | Ґрунт    | Хуан-Мартін Арангурен      | Бріан Дабуль Даміан Патріарка              | 2–6, 6–4, 2–6      |
| Перемога  | 18–9 | Лис 2005 | Чилі F5, Сантьяго                   | Ф'ючерс    | Ґрунт    | Еміліано Редонді           | Томас Беллуччі Філіп Урбан                 | 7–6(7–1), 6–3      |